# Театр Савой
Театр Саво́й (англ. Savoy Theatre) — театр на улице Стрэнд в Вестминстере (Лондон), основанный Ричардом Д’Ойли Картом, один из театров Вест-Энда.
Театр был построен на месте старого Савойского дворца и открылся 10 октября 1881 года для показа ряда популярных комических опер Гилберта и Салливана, которые впоследствии стали известны как «Савойские оперы». Театр Савой стал первым общественным зданием в мире, полностью освещённым электричеством. В 1889 году Карт построил также отель «Савой» рядом с театром. Более ста лет Оперная труппа Д’Ойли Карта (англ. D'Oyly Carte Opera Company) занималась постановками в этом театре. Сын Ричарда, Руперт Д’Ойли Карт, перестроил и модернизировал театр в 1929 году, затем в 1993 году театр был восстановлен после пожара.
Помимо «Микадо» и других известных оперных премьер Гилберта и Салливана, в театре состоялось первое исполнение «Саломеи» Оскара Уайльда (1931) и «Неугомонного духа» Ноэла Кауарда (1941). В последние годы в репертуаре театра опера и мюзиклы, а также пьесы Шекспира и другие драматические произведения.

## История места
Гумберта I положил начало Савойскому дому, династии, правившей с 1032 года графством Сабаудией (или Морьен). Название Сабаудии превратилось в «Савой» или «Савойя». Граф Пьер II Савойский был дядей по материнской линии Элеоноры Прованской, жены короля Англии Генриха III, с которой он прибыл в Лондон. Король Генрих дал Пьеру титул графа Ричмонда, а в 1246 году выделил ему земли между Стрэндом и Темзой, где Пьер построил в 1263 году Савойский дворец.
После смерти Пьера, королева Элеонора передала Савой своему сыну Эдмунду, первому графу Ланкастера. Затем место унаследовала праправнучка Эдмунда Бланка Ланкастерская. Её муж, Джон Гонт, построил великолепный дворец, который был сожжен сторонниками Уота Тайлера во время восстания 1381 года. Король Ричард II был ещё ребёнком, а реальная власть принадлежала Джону Гонту, поэтому именно он стал главной мишенью мятежников.
Около 1505 года Генрих VII планировал открыть большую больницу для бедных, нуждающихся людей, выделил деньги и приказал строить. Больница была построена из руин дворца к 1512 году. Изображающие её рисунки говорят о том, что это было великолепное здание с местами для больных, столовой и тремя часовнями. Больница Генриха VII просуществовала два столетия, но страдала от плохого управления. Английский историк XVI века Джон Стоу отметил, что больницей неправомерно пользовались «бездельники, бродяги и проститутки». В 1702 году больница была ликвидирована, а здания стали использоваться для других целей. Часть старого дворца использовалась в качестве военной тюрьмы в XVIII веке, а в XIX веке на месте старых зданий были возведены новые.
В 1864 году пожар сжёг всё, кроме каменных стен и Савойской капеллы. В 1880 году Ричард Д’Ойли Карт выкупил эту территорию для строительства театра Савой, специально для постановок опер Гилберта и Салливана, которые он продюсировал.

## Театр Ричарда Д’Ойли Карта
Ещё в 1877 году Д’Ойли Карт планировал построить здание для выступлений своей труппы. Для этой цели он привлёк к работе архитектора Уолтера Эмдена, по проекту которого были уже построены Гаррик-театр и Театр Герцога Йоркского. Перед приобретением участка городские чиновники заверили Карта, что откроют новую улицу на южной стороне участка, при условии, что он заплатит половину стоимости. Карт заплатил половину стоимости этого участка в марте 1880 года, но столкнулся с промедлением чиновников. «Я борюсь [за строительство театра] в сетях бюрократической волокиты», — сообщил Карт газете The Times. В июне он получил право собственности на этот участок, но в то же время столкнулся с другим препятствием: Эмден внезапно пересмотрел оценку строительства, стоимость которой выросла с 12 000 до 18 000 фунтов стерлингов. Карт отклонил проект Эмдена, который потом отсудил у него 1 790 фунтов за уже оказанные услуги и 3 000 за незаконное увольнение.
Проект театра был передан Чарльзу Фиппсу. Карт изначально хотел назвать его «Бофорт» (англ. Beaufort Theatre), но потом передумал и решил использовать название старинной усадьбы для нового театра. Внешние стены театра были выполнены из красного кирпича и портлендского камня. Внутреннее убранство (архитекторы — Коллинсон и Лок) было на манер итальянского Возрождения, с преобладанием белого, бледно-желтого и золотистого цветов, включая золотистый атласный занавес, красные ложи и темно-синие кресла. Карт не хотел ничего такого, что могло бы показаться слишком броским или безвкусным для среднего класса, поэтому там не было никаких херувимов, божеств или мифических существ, служащих декором других театров. Для строительства театра использовались в основном огнезащитные материалы для максимальной безопасности. В театр имел три яруса и четыре этажа: 18 отдельных лож (72 места), партер на 400 мест и оркестровая яма, бельэтаж и балкон (по 160 мест), амфитеатр и верхняя галерея (максимум 500 мест). Вместимость зала — 1 292 человека. Из театра был выход на все четыре стороны. Арка просцениума была 30 футов в высоту и 30 футов в ширину, глубина сцены — 27 футов. Участок, на котором был построен театр простирается от набережной реки Темзы до Стрэнда, вдоль Бофорт-стрит. Главный вход в театр изначально был со стороны набережной. После того, как Карт построил отель «Савой» в 1889 году, вход в театр был перенесён на нынешнее место, во внутреннем дворе отеля со стороны Стрэнда.
Строительство велось быстро и эффективно, но рекламируемую дату открытия пришлось несколько раз переносить, до тех пор пока новаторская работа по электрификации не была завершена. 10 октября 1881 года театр наконец был открыт. На открытии театра архитектор Фиппс вышел на сцену вместе с Гилбертом, Салливаном и Картом. Газета The Times отметила: «Прекрасный вид на сцену открывается с любого места в зрительном зале».